# Apple S1
Apple S1是第一代蘋果手錶（Apple Watch）中的整合式電腦晶片，蘋果公司形容其為「系統型封裝」（SiP） 。
據報導三星是S1核心組件的供應商，提供包括隨機存取記憶體（RAM）、NAND Flash儲存裝置，以及組裝零件。

## 系統型封裝設計
S1使用整合了隨機存取記憶體、儲存裝置和無線連結處理器的客製系統單晶片，此外感應器和I/O裝置也整合其中。單晶片據傳加入了樹脂填充以增加其耐用度。
雖然關於此晶片的詳細資訊十分有限，但Chipwork網站指出其負責Wi-Fi和藍芽的處理器是Broadcom的BCM4334晶片。該處理器位於整塊系統單晶片的上方中央位置。

## 發表
Apple S1是在2014年9月9日的「Wish we could say more.」發表會上與蘋果手錶共同公開。

## 推出日期
Apple S1將隨著蘋果手錶在2015年4月正式上市。

## 圖片

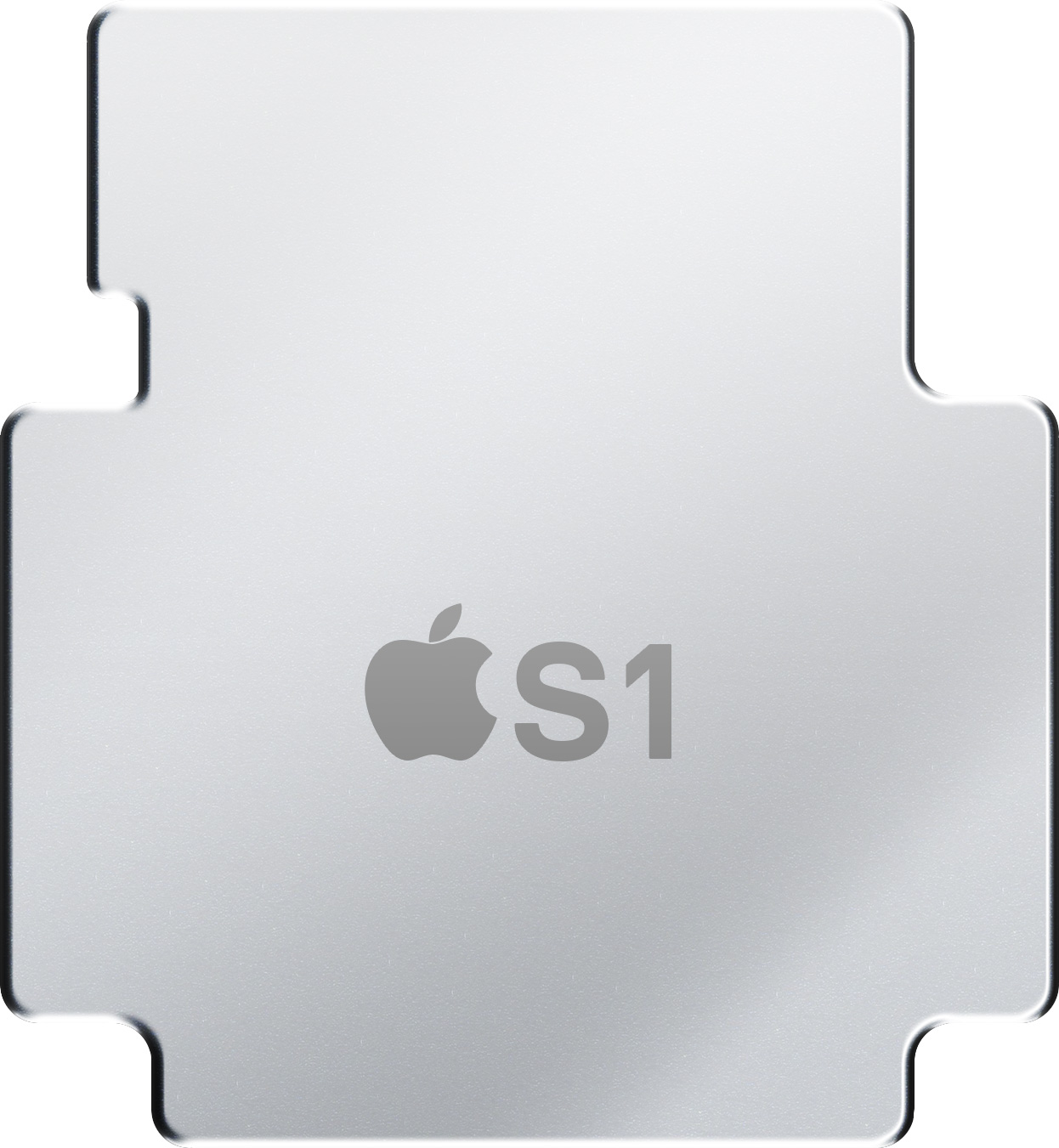
Apple S1的金屬外殼，外殼內以樹脂填充。
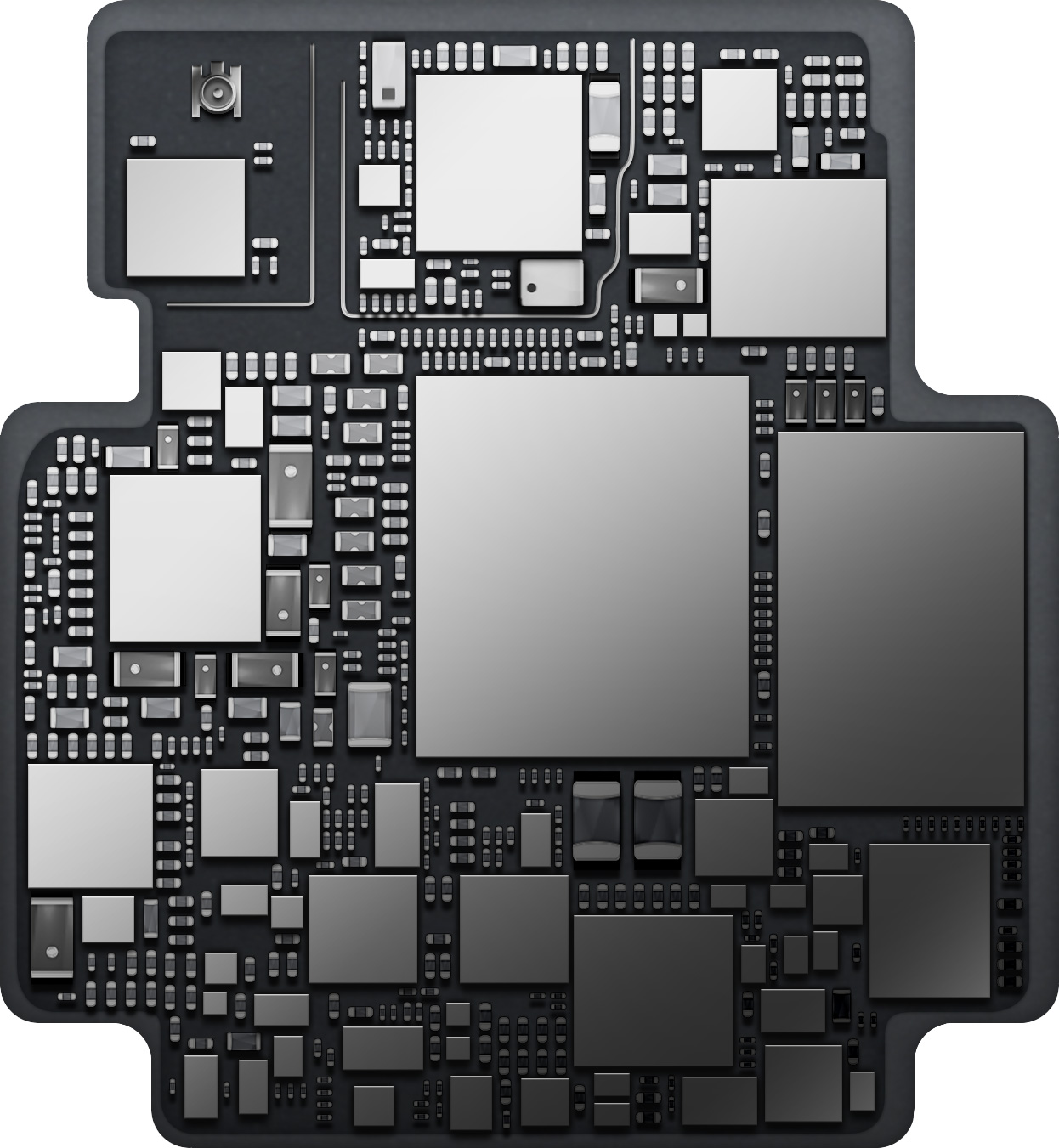
各晶片和其他組件在封裝板上的位置。
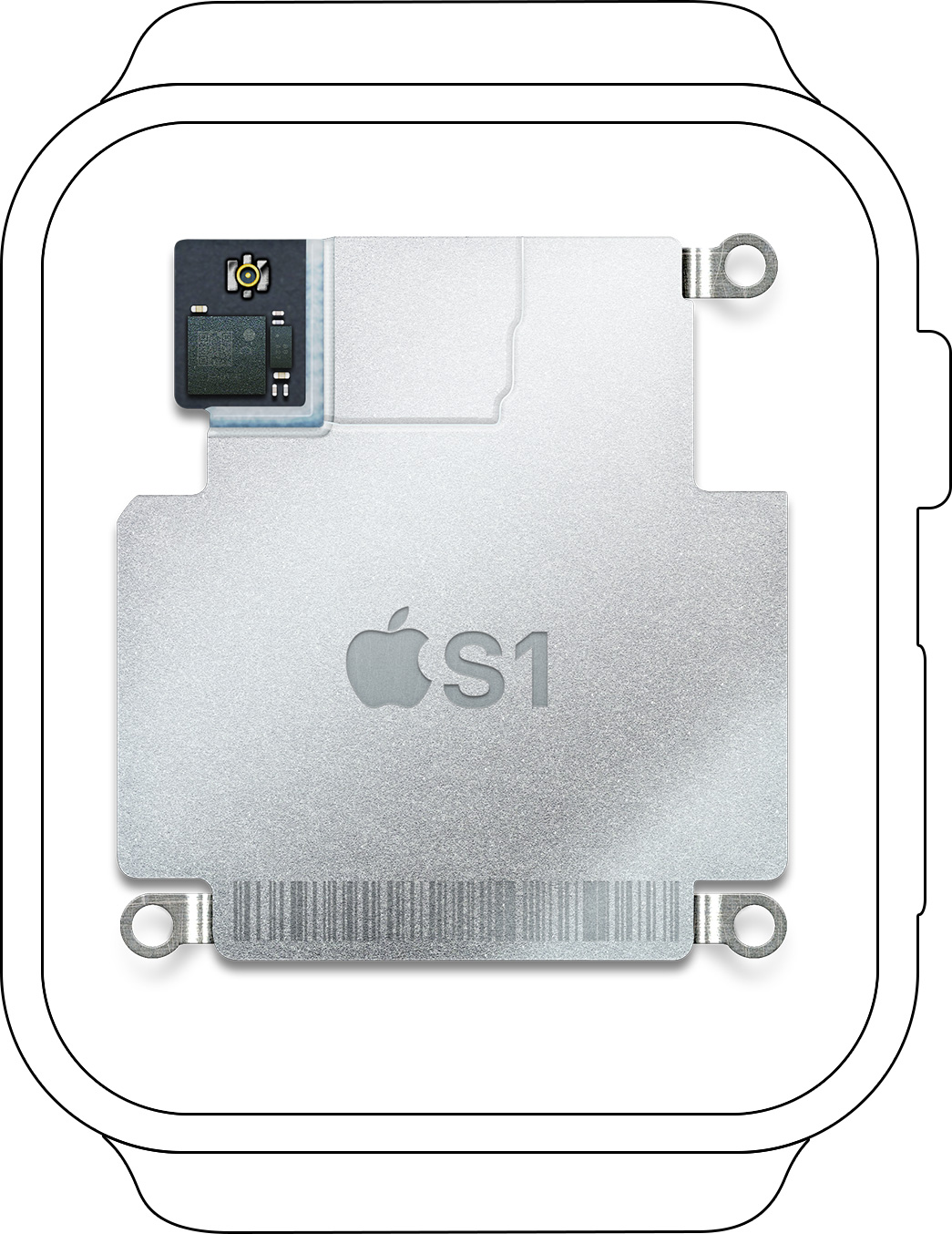
Apple S1與蘋果手錶錶殼的大小比較。

## 資料來源
1. 1 2  . Apple Inc.   [2014-10-08]. （原始内容存档于2014-10-08）.
2. ↑  .   [2015-04-18]. （原始内容存档于2015-04-30）.
3. 1 2  . Apple.   [2014-10-08]. （原始内容存档于2014-10-08）.
4. ↑  . Chipworks.   [2014-10-08]. （原始内容存档于2014-10-06）.
5. ↑  .   [2015-04-18]. （原始内容存档于2015-04-04）.
6. 1 2 3  . Apple.   [2014-10-08]. （原始内容存档于2014-10-07）.